# Bönen
Bönen település Németországban, azon belül Észak-Rajna-Vesztfália tartományban. Lakosainak száma 18 239 fő (2023. december 31.).

## Népesség
A település népességének változása:
| Lakosok száma | 17 925 | 18 059 | 18 108 | 18 107 | 18 107 | 18 169 | 18 438 | 18 239 |
|               | 1975   | 2015   | 2017   | 2018   | 2019   | 2021   | 2022   | 2023   |